# David Lindsay

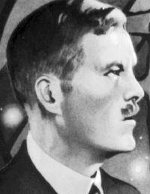
David Lindsay

David Lindsay (n. 3 martie 1876 – d. 16 iulie 1945) a fost un autor scoțian cel mai cunoscut pentru romanul științifico-fantastic filozofic din 1920, A Voyage to Arcturus.

## Biografie
S-a născut la Lewisham, Anglia, într-o familie calvinistă scoțiană din clasa de mijloc care s-a mutat la Londra, deși a petrecut mult timp în Jedburgh, de unde familia sa provenea. Deși a câștigat o bursă de studii la universitate, el a fost forțat de sărăcie să intre în afaceri și a devenit un funcționar de asigurări la Lloyd's of London. El a avut un mare succes, dar cariera sa a fost întreruptă de Primul Război Mondial, când avea patruzeci de ani. El sa alăturat mai întâi regimentului de infanterie Grenadier Guards, apoi în Royal Army Pay Corps (RAPC) , unde fost promovat caporal.
După război, el s-a mutat în Cornwall împreună cu tânăra sa soție și s-a ocupat numai de munca de scriitor. El a publicat A Voyage to Arcturus în 1920, dar nu a fost un succes, vânzând mai puțin de șase sute de exemplare. Totuși lucrarea a influențat scriitori ca George MacDonald sau pe C. S. Lewis (Out of the Silent Planet).
Lindsay a încercat să scrie un roman mai „comercial” și publică The Haunted Woman (Femeia bântuită)  în 1922, dar acesta a avut doar un succes puțin mai mare decât prima sa lucrare. El a continuat să scrie romane, inclusiv lucrarea plină de umor The Adventures of Monsieur de Mailly, dar după Devil's Tor, în 1932, și-a dat seama că este din ce în ce mai greu ca să fie publicate lucările sale și și-a petrecut o mare parte din timpul său lucrând la ultima sa scriere, The Witch, care a apărut postum.
El și soția sa au deschis o pensiune în Brighton, dar fără prea mare succes, ceea ce a dus la apariția unor presiuni considerabile asupra căsătoriei lor. Casa a fost avariat de prima bombă care a căzut în Brighton, în cel de-al doilea război mondial și Lindsay, care era la baie sa în momentul respectiv, nu și-a mai revenit din șoc. Moartea lui, cauzată de o infecție ca urmare a abcesului la un dinte, nu a a avut nicio legătură cu bomba.